# Albert Vagh Weinmann
 (août 2018).
Si vous disposez d'ouvrages ou d'articles de référence ou si vous connaissez des sites web de qualité traitant du thème abordé ici, merci de compléter l'article en donnant les références utiles à sa vérifiabilité et en les liant à la section « Notes et références ».
Pour les articles homonymes, voir Vagh-Weinmann et Weinmann.
Albert Vagh Weinmann né le 10 novembre 1931 à Montreuil-sous-Bois et mort le 13 avril 1983 à Aix-en-Provence est un peintre français.

## Biographie
Albert Vagh Weinmann naît le 10 novembre 1931 à Montreuil-sous-Bois.
Au contact permanent de cette grande famille d’artistes d'origine hongroise que sont les Vagh Weinmann, Albert Vagh Weinmann a puisé à la source même de l’art pictural. Il travailla au côté de son père Elemer Vagh Weinmann, qui fut son professeur par excellence.
Déjà à quatorze ans Albert œuvre chaque jour pour acquérir le moyen de s’exprimer. À travers des milliers de dessins, d’esquisses et d’essais, en lutte constante avec la nature et contre différents courants artistiques à la mode, il arrive à trouver sa direction picturale et trouve ses moyens d’expression.
Sa peinture, d’une grande puissance dépasse de loin la possibilité spirituelle et technique d’un peintre de son âge. Cette maturité provient d’un sens profondément religieux et mystique qui le caractérise et qui est pour lui une force motrice permanente. Coloriste d’une sève intarissable, Albert Vagh Weinmann réussit à transmuter ses sentiments en matière qui reflète le contact intime de son âme avec la nature.
Profondément d’Europe centrale, avec ses influences hongroises, allemandes et autrichiennes, si la peinture d'Albert Vagh Weinmann subit dès son arrivée l’influence de l’impressionnisme, elle reste avant tout d’une force et d’une expressivité étonnante.